# وینسبورو میلز (کارولینای جنوبی)
وینسبورو میلز(به انگلیسی: Winnsboro Mills) شهری در ایالت کارولینای جنوبی کشور ایالات متحده آمریکا است که جمعیت آن در سرشماری سال ۲۰۱۰ میلادی، ۱٬۸۹۸ نفر بوده‌است.